# بيتر وود
بيتر وود (29 سبتمبر 1951 - 26 يناير 2022) (بالإنجليزية: Peter Wood)‏ هو لاعب كريكت بريطاني.